# Czerwień i biel
Czerwień i biel – debiutancki album zespołu Konwent A wydany 7 grudnia w 2013 przez wytwórnię Jimmy Jazz Records. Materiał nagrano w październiku 2012 w londyńskim studiu "Whetstone Music".

## Lista utworów
1. "Wśród nocnej ciszy" (muz. i sł. Konwent A) – 1:44
2. "Monitor rządowy" (muz. i sł. Konwent A) – 1:37
3. "Czerwień i biel" (muz. i sł. Konwent A) – 1:12
4. "W imieniu prawa" (muz. i sł. Konwent A) – 1:49
5. "Przyszłość narodu" (muz. i sł. Konwent A) – 1:17
6. "Stalowe nerwy" (muz. i sł. Konwent A) – 2:04
7. "Klęska głodowa" (muz. i sł. Konwent A) – 2:25
8. "Proszę księdza" (muz. i sł. Konwent A) – 2:14
9. "Arena krwawych walk" (muz. i sł. Konwent A) – 1:38
10. "Mobilizacja" (muz. i sł. Konwent A) – 2:14
11. "Jak dobrze" (muz. Konwent A, sł. T. Różewicz) – 2:39
12. "Na ulicach miasta" (muz. i sł. Konwent A) – 1:33
13. "Hey Handsome Boy" (muz. i sł. Konwent A) – 2:49
14. "Knajpa" (muz. i sł. Konwent A) – 3:06

## Skład
- Żaneta Mikulska – śpiew
- Robert "Parocz" Paczkowski – śpiew, gitara, gitara basowa
- Andrzej Szreder – gitara
- Jared Smith – perkusja

Realizacja
- Andrzej Szreder – produkcja
- Robert Paczkowski – realizacja i mastering
- Zdzisław Jodko – projekt okładki